# Fiołek żółty
Fiołek żółty (Viola lutea Huds.) – gatunek roślin z rodziny fiołkowatych (Violaceae). Występuje endemicznie naturalnie w Irlandii, Wielkiej Brytanii, Holandii, Belgii, Francji, Szwajcarii oraz Hiszpanii.

## Morfologia
PokrójBylina dorastająca do 20–40 cm wysokości, tworzy kłącza.
LiścieBlaszka liściowa ma owalny, podługowaty lub lancetowaty kształt. Mierzy 1,5 cm długości oraz 0,5–2 cm szerokości, jest karbowana na brzegu, ma sercowatą lub rozwartą nasadę i tępy wierzchołek. Ogonek liściowy jest nagi i ma 20–40 mm długości. Przylistki są pierzasto-dzielne.
KwiatyPojedyncze, wyrastające z kątów pędów. Mają działki kielicha o lancetowatym kształcie. Płatki są odwrotnie jajowate, mają żółtą lub purpurową barwę oraz 10–15 mm długości, dolny płatek posiada obłą ostrogę o długości 3-6 mm.

## Biologia i ekologia
Rośnie na murawach, skarpach i terenach skalistych. Występuje na wysokości od 100 do 2000 m n.p.m. Kwitnie od lipca do sierpnia. Najlepiej rośnie w pełnym nasłonecznieniu, na glebach o lekko kwaśnym odczynie.

## Zmienność
W obrębie tego gatunku oprócz podgatunku nominatywnego wyróżniono jeden podgatunek:
- V. lutea subsp. calaminaria (Ging.) Nauenb. – występuje w Belgii, Holandii i Niemczech[7]